# مصفوفة صحيحة
في الرياضيات، مصفوفة صحيحة (بالإنجليزية: Integer matrix)‏ هي مصفوفة جميع مداخلها أعداد صحيحة.